# 邦维拉尔 (贝尔福地区省)
邦维拉尔（法語：Banvillars，法語發音：[bɑ̃vilaʁ]）是法国勃艮第-弗朗什-孔泰大区贝尔福地区省的一个市镇，属于贝尔福区。

## 地理
邦维拉尔（47°35'32"N, 6°48'53"E）面积4.67 平方千米，位于法国勃艮第-弗朗什-孔泰大區贝尔福地区省，该省份为法国东北部内陆省份，东临上莱茵省，北起孚日省，西接上索恩省，南与杜省和瑞士接壤。
与邦维拉尔接壤的市镇（或旧市镇、城区）包括：于尔瑟雷、布勒维利耶、埃什南苏蒙沃杜瓦、阿尔日耶桑、多朗。

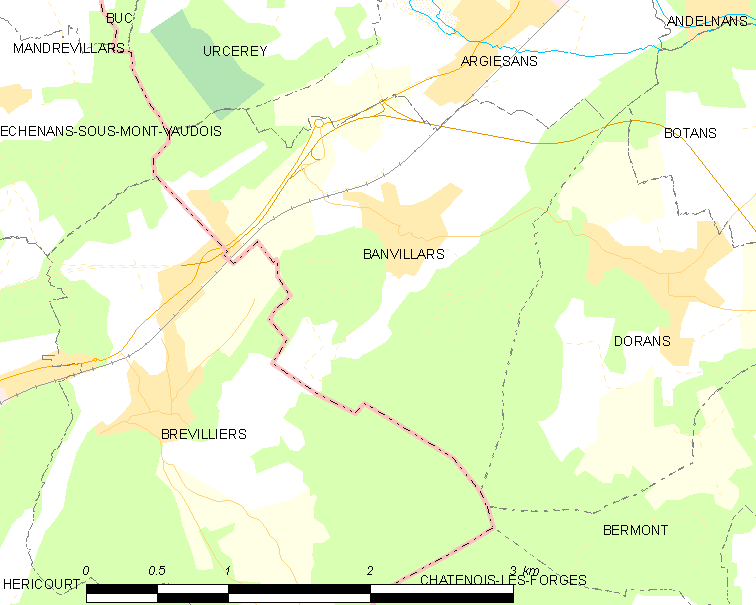
的OSM定位图

邦维拉尔的时区为UTC+01:00、UTC+02:00（夏令时）。

## 行政
邦维拉尔的邮政编码为90800，INSEE市镇编码为90007。

## 政治
邦维拉尔所属的省级选区为沙特努瓦莱福日县。

## 人口

1962-2008年间人口变化图示

邦维拉尔于2022年1月1日时的人口数量为290人。